# Yoram Fridman
Yoram Israel Fridman (Błonie, 19 settembre 1934 – Rishon LeTsiyon, 3 gennaio 2017) è stato un insegnante polacco naturalizzato israeliano.
Fuggito a 8 anni nel 1942 dal ghetto di Varsavia, dove era rinchiuso come ebreo con la sua famiglia, sopravvive all'Olocausto nelle campagne della Polonia, passando per non-ebreo e vivendo di espedienti. La sua esperienza di bambino dell'Olocausto ha ispirato il romanzo di Uri Orlev Corri ragazzo, corri (2001) e quindi il film dallo stesso titolo diretto da Pepe Danquart nel 2013. Dopo la guerra, è vissuto in Israele.

## Biografia
Yoram Israel Fridman, detto "Srulik", nasce in Polonia nel 1934. Di famiglia ebraica, è figlio di un fornaio del villaggio di Błonie vicino a Varsavia.
Con l'occupazione tedesca della Polonia, Srulik è imprigionato con la sua famiglia nel ghetto di Varsavia, dove sopravvive per due anni alle terribili condizioni di vita, alla fame e alle malattie. Nel 1942, di fronte alle imminenti deportazioni verso i campi di sterminio, viene fatto uscire di nascosto dal ghetto dal padre che muore sotto i colpi delle pattuglie tedesche. Rimasto solo, Srulik (che ora si fa chiamare Jurek Staniak) si unisce dapprima ad una banda di orfani che vivono nascosti nella foresta. Nel costante terrore delle pattuglie tedesche, deve adattarsi in fretta alla ferocia del nuovo ambiente. Diventa abile nel pescare i pesci a mani nude, cacciare anatre e rubare cibo e legna dalle varie fattorie che incontra. Quando il gruppo si disperde con il sopraggiungere dell'inverno, Srulik si trova solo a bussare alle porte di contadini polacchi per chiedere rifugio in cambio di lavoro, incontrando spesso rifiuti e percosse. Alla fine viene accolto in una fattoria da una contadina polacca, moglie e madre di partigiani. La donna lo istruisce a comportarsi da non-ebreo, insegnandogli le preghiere cattoliche, dandogli un crocifisso e un rosario e, soprattutto, avvertendolo di non togliersi mai i pantaloni o farsi vedere da alcuno in modo da nascondere la propria circoncisione.
Nonostante tutte le precauzioni, è troppo pericoloso rimanere a lungo nello stesso luogo e Srulik deve nuovamente riprendere la sua vita di vagabondo, da un villaggio all'altro, lavorando come bracciante agricolo sotto la minaccia sempre presente di essere scoperto. Alcuni contadini lo aiutano a sopravvivere, altri sono pronti a tradirlo ai nazisti per una ricompensa. Un giorno, avendo trovato lavoro in una fattoria, il suo braccio rimane intrappolato in una macchina per la macinazione del grano. All'ospedale i dottori si rifiutano all'inizio di curarlo perché ebreo. Il braccio alla fine deve essergli amputato. Nonostante questo incidente, Jurek riprende la sua vita girovaga, riuscendo sempre a sfuggire alla cattura e a sopravvivere fino alla liberazione. Passando ancora per cattolico, trascorre i tre anni successivi in un orfanotrofio a Łódź. Per ingraziarsi le simpatie degli adulti e guadagnarsi del cibo, Jurek racconta storie fantasiose su come ha perso il braccio, prima incolpando un carro armato tedesco e infine assicurando ai suoi ascoltatori che Hitler gli ha tagliato personalmente il braccio.
Nel 1948, viene rintracciato da un'agenzia di ricerca ebraica e, nonostante le sue iniziali reticenze, alla fine decide di tornare alle sue radici e di riappropriarsi della propria identità. Emigrato in Israele, Surek impara la lingua e completa gli studi. Lavora come insegnante di matematica e nel 1963 si sposa con una giovane di origine russa.
Fridman è sin dagli anni novanta un attivo testimone dell'Olocausto. Come Jack Kuper o Meir Brand, fa parte di quel particolare gruppo di bambini dell'Olocausto che sono sopravvissuti in totale abbandono come ragazzi di strada. La sua esperienza attrae l'attenzione della scrittore Uri Orlev, anch'egli un sopravvissuto dal ghetto di Varsavia, che nel 2001 fa di Surek il protagonista del romanzo Corri ragazzo, corri. Nel 2013 il romanzo diventa un film diretto dal regista tedesco Pepe Danquart. Friedman è presente in Polonia alla presentazione del film il 10 gennaio 2014, tre anni prima della sua morte in Israele nel 2017.

## Filmografia
- Corri ragazzo corri (Lauf Junge lauf), regia di Pepe Danquart (2013)